# Хуан Юэин
Леди Хуан (также известная как Хуан Юэин) — была женой Чжугэ Ляна, регента и будущего царя государства Шу Хань в период Троецарствия Китая. Ее имя не было записано в истории; "Хуан Юэин" - это просто вымышленное имя. В рассказах леди Хуан, однако, отличалась своей эрудицией, будучи сведущей в стратегии, географии, астрономии и гадании. Чжугэ Лян услышал о ее интеллекте, ухаживал за ней и женился на ней.